# Rzeczpospolita (politica)
Rzeczpospolita (AFI: [ʐεtʂpɔsˈpɔlʲita] ) è una parola polacca che significa "repubblica" oppure, nell'equivalente inglese, "commonwealth"; rappresenta un calco dell'espressione latina res publica (letteralmente "cosa pubblica"). 
La parola rzeczpospolita viene utilizzata in Polonia almeno dal XVI secolo, ed in origine era un termine generico per denotare qualsiasi entità statale con caratteri da repubblica o con forme di governo simili. La famosa citazione del Cancelliere della Corona Jan Zamoyski circa l'importanza dell'istruzione è un esempio di questo uso:
(Jan Zamoyski. Atto di fondazione dell'Accademia di Zamość)
Oggi, tuttavia, la parola è utilizzata solamente nei riferimenti allo stato polacco (e raramente anche riferendosi ad antiche repubbliche come quella romana e la Repubblica di Venezia). Per tutte le altre repubbliche, è invece utilizzata l'espressione republika.
Il nome ufficiale dell'attuale stato polacco è Rzeczpospolita Polska, che viene solitamente tradotto come "Repubblica di Polonia". Tuttavia, tale traduzione, se riferita alla Polonia del XVI—XVIII secolo, può essere confusa, in quanto in quei tempi la Rzeczpospolita era una monarchia. In quel periodo, Rzeczpospolita viene invece tradotto con la parola "Confederazione", come nell'espressione Confederazione Polacco-Lituana.
La parola Rzeczpospolita viene anche utilizzata come nome per tre periodi della storia della Polonia: 
- Prima Rzeczpospolita – il periodo in cui la Polonia era governata dalla nobiltà (szlachta) che eleggeva il re e il Parlamento (Sejm); dalla legge Nihil novi del 1505 fino alla terza e ultima spartizione della Polonia del 1795;
- Seconda Rzeczpospolita – nome solitamente applicato all'intero periodo interbellico del XX secolo, dall'indipendenza della Polonia nel 1918 fino all'invasione della Polonia e all'occupazione tedesco-sovietica del 1939, anche se lo stato rinato fu ufficialmente denominato Republika Polska finché il nome Rzeczpospolita Polska non fu introdotto dalla Costituzione del 1921 il cui articolo finale recitava: Państwo Polskie jest Rzecząpospolitą ("Lo Stato Polacco è una Rzeczpospolita");
- Terza Rzeczpospolita – a seguito della caduta del regime comunista nel 1989.

I capi di Diritto e Giustizia, il partito che ha governato dal 2005 al 2007, hanno coniato il termine Quarta Rzeczpospolita – una nuova Polonia che hanno tentato di creare in sostituzione dell'attuale, la troppo corrotta Terza Rzeczpospolita.
Tra le altre espressioni e nomi che impiegano il termine rzeczpospolita ci sono:
- Rzeczpospolita szlachecka – Repubblica dei Nobili, altro nome della Prima Rzeczpospolita;
- Rzeczpospolita Obojga Narodów – Repubblica delle Due Nazioni o Confederazione Polacco-Lituana (1569—1795);
- Rzeczpospolita Babińska – tentativo di istituzione statale del XVI secolo, stabilito nel villaggio di Babín, dove ai nobili furono assegnate cariche secondo ai propri meriti;
- Rzeczpospolita Krakowska – Repubblica di Cracovia o Città Libera di Cracovia (1815–1846);
- Polska Rzeczpospolita Ludowa o PRL – Repubblica Popolare di Polonia, nome colloquialmente applicato all'intero periodo del regime comunista in Polonia, dal 1944 al 1989; il nome fu utilizzato ufficialmente solo dal 1952 al 1989.

Rzeczpospolita è talvolta abbreviato in Rzplita. RP è l'abbreviazione comune di Rzeczpospolita Polska (Repubblica di Polonia).
I popoli che sono stati sotto la dominazione polacca hanno anch'essi utilizzato la parola Rzeczpospolita, mutuandola dalla lingua polacca. La lituana Žečpospolita, la bielorussa Рэч Паспалітая (Reč Paspalitaja) e l'ucraina Річ Посполита (Rich Pospolyta) sono utilizzate solamente per riferirsi alla Confederazione Polacco-Lituana precedente alle spartizioni della Polonia.